# Thomas Krol
Thomas Krol (ur. 16 sierpnia 1992 w Deventer) – holenderski łyżwiarz szybki, dwukrotny medalista olimpijski, wielokrotny medalista mistrzostw świata.

## Kariera
Największy sukces w karierze Thomas Krol osiągnął w 2016 roku, kiedy podczas dystansowych mistrzostw świata w Kołomnie zajął trzecie miejsce w biegu na 1500 m. W zawodach tych wyprzedzili go jedynie Rosjanin Dienis Juskow oraz inny reprezentant Holandii, Kjeld Nuis. Na podium zawodów Pucharu Świata po raz pierwszy stanął 7 grudnia 2014 roku w Berlinie, gdzie był trzeci na 1500 m.